# Mate Prpić
Mate Prpić, hrvatski politički emigrant i gerilac.
Bio je članom Hrvatskog revolucionarnog bratstva.
Zajedno s Ivanom Matičevićem činio je hrvatski protu-režimski gerilski dvojac Matičević - Prpić koji je slijedio primjer Bugojanske skupine. Djelovali su nekoliko godina, a onda su nakon jedne akcije kad su išli likvidirati UDBA-inog oficira, oboje su poginuli 29. listopada 1974. kod Gospića.